# 多夫开姆尼茨
多夫开姆尼茨（德語：Dorfchemnitz）是德国萨克森州的市镇，隶属于中萨克森县。总面积为29.58平方千米，截至2023年12月31日总人口为1,495人。